# Jans
Jans é uma comuna francesa na região administrativa da Pays de la Loire, no departamento de Loire-Atlantique. Estende-se por uma área de 33,21 km². Em 2010 a comuna tinha 1 399 habitantes (densidade: 42,1 hab./km²).